# Фариа де Оливейра, Присцила
Присцила Фариа де Оливейра (порт. Priscila Faria de Oliveira; 10 марта 1982, Сан-Паулу), также известная как Присцила или Приболинья (порт. Pribolinha) — бразильская футболистка и мини-футболистка, полузащитница. Выступала за сборную Бразилии по футболу и мини-футболу.

## Биография
Занималась футболом и футзалом с 6-летнего возраста, воспитанница клуба «Сабесп». В начале взрослой карьеры выступала за бразильские клубы «Португеза» и «Палмейрас». В начале 2000-х годов перебралась в Европу. Выступала за российские клубы «Аврора» (Санкт-Петербург) в футзалее и «Россиянку» (Московская область) в большом футболе. С «Авророй» побеждала в мини-футбольном чемпионате страны и Кубке европейских чемпионов. С «Россиянкой» в 2005 году стала чемпионкой России.
В середине 2000-х годов играла на родине за «Сабесп» в мини-футболе и за «Коринтианс» в большом футболе.
С 2009 года снова выступала в Европе. Четыре сезона провела в испанском мини-футбольном клубе «Атлетико Мадрид». Затем много лет играла в Италии за «Кик Офф», «Спортланд» (Милан), «ГС Перо» (Милан). В 2017 году получила травму, из-за которой пропустила полтора года.
С 16-летнего возраста выступала за сборную Бразилии по большому футболу. Чемпионка Южной Америки 1998 года, серебряный призёр чемпионата КОНКАКАФ 1999 года. Участница двух чемпионатов мира — в 1999 году стала бронзовым призёром, но во всех матчах оставалась в запасе; в 2003 году — четвертьфиналисткой (3 матча). Также выступала за сборную страны по мини-футболу, с которой в 2007 году стала чемпионкой Южной Америки.